# Howea forsteriana
Howea forsteriana är en enhjärtbladig växtart som först beskrevs av Ferdinand von Mueller, och fick sitt nu gällande namn av Odoardo Beccari. Howea forsteriana ingår i släktet Howea och familjen Arecaceae. Inga underarter finns listade i Catalogue of Life.

## Bildgalleri

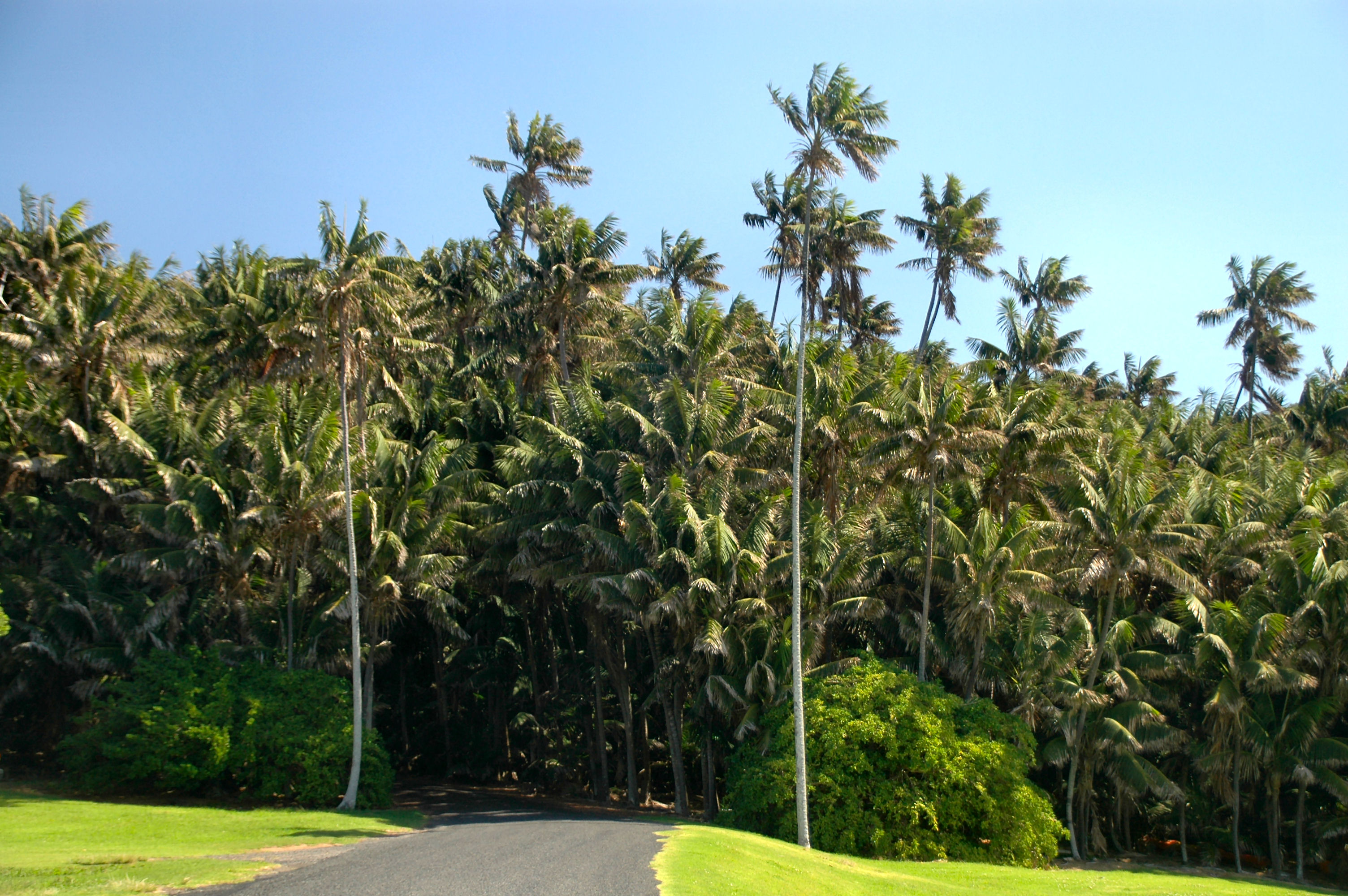
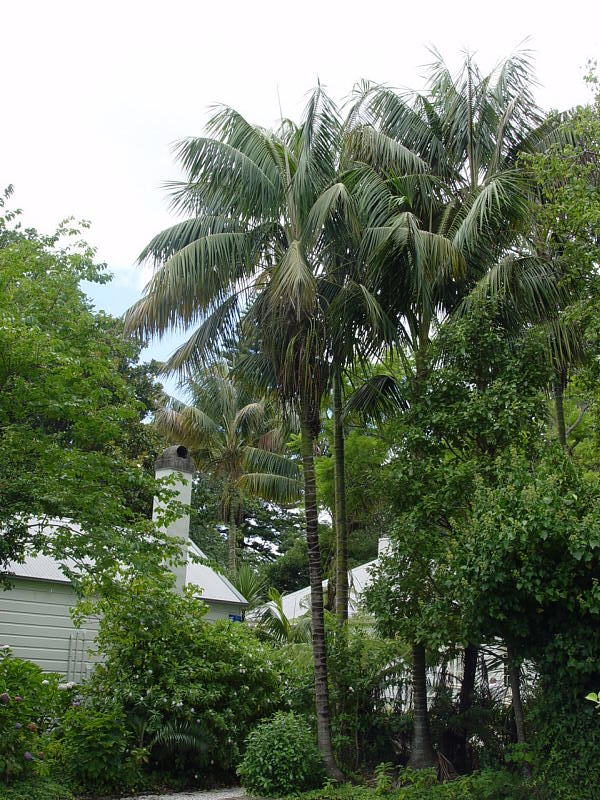
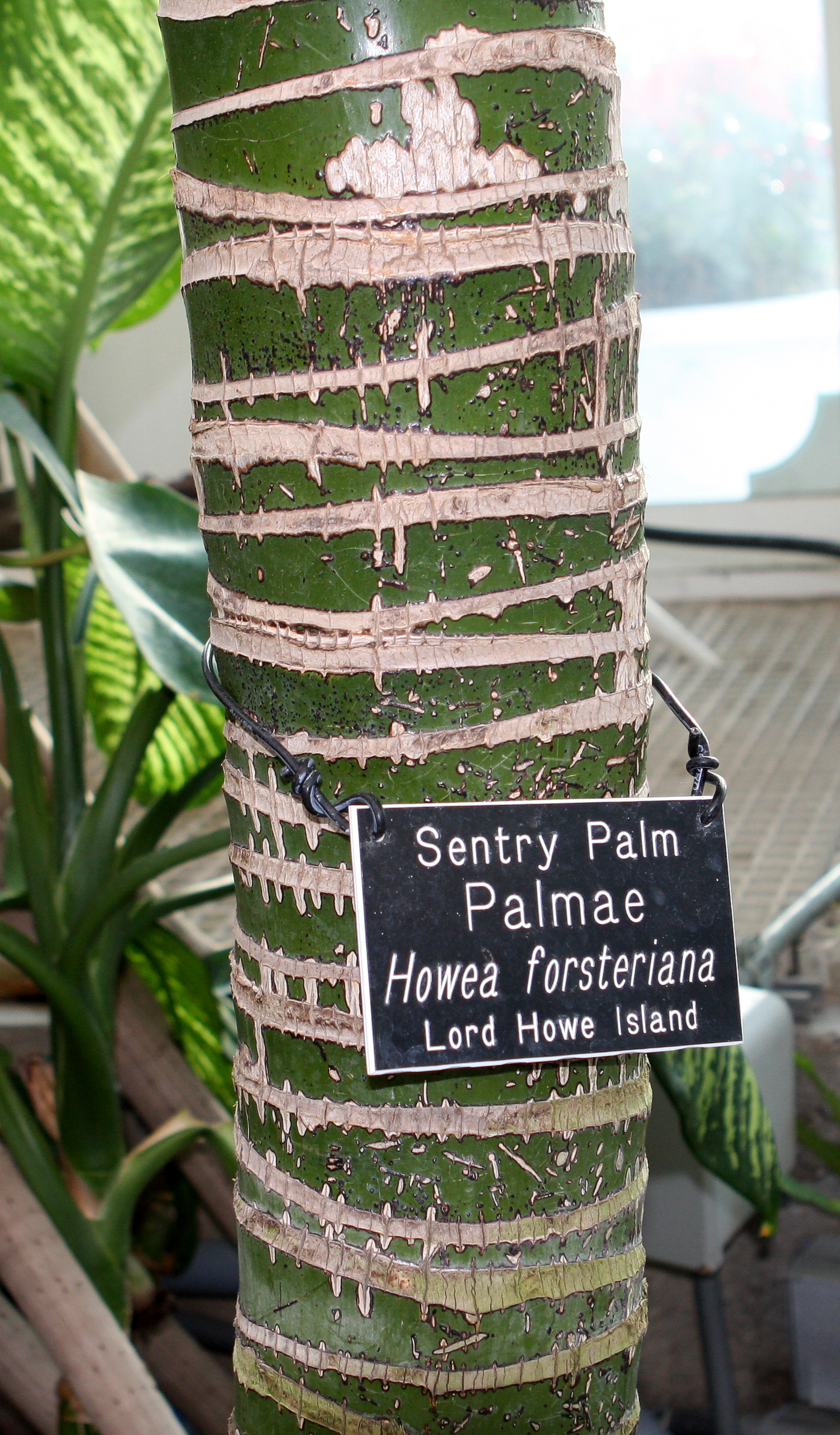